# Repnik (priimek)
Repnik je priimek v Sloveniji in tujini. Po podatkih Statističnega urada Republike Slovenije je na dan 1. januarja 2022 v Slovenjiji ta priimek uporabljalo 693 oseb. Največ oseb s tem priimkom (246) živi v podravski statistični regiji. Priimek se po pogostosti uvršča na 337. mesto.  

## Znani slovenski nosilci priimka
- Anton Repnik (1935–2020), slikar samorastnik
- Janez Repnik (* 1968), slikar samouk
- Marko Repnik, trobentar, dirigent protokola RS
- Matic Repnik (* 2001), biatlonec
- Mitja Repnik, klarinetist
- Olga Repnik (1906–2000), zgodovinarka
- Robert Repnik (* 1975), fizik, prof. UM
- Tadej Repnik (* 1989), atlet, skakalec v višino
- Vinko Repnik (1967–1991), veteran in žrtev vojne za Slovenijo
- Vlado G. Repnik (Vlado Repnik Gotvan; umetniško ime "baba LAN", * 1961), gledališki režiser, večmedijski umetnik, performer

## Znani tuji nosilci priimka
- Friedhelm Repnik (* 1949), nemški politik
- Hans Peter Repnik (1947–2025), nemški politik